# Channay-sur-Lathan
Channay-sur-Lathan – miejscowość i gmina we Francji, w Regionie Centralnym, w departamencie Indre i Loara.
Według danych na rok 1990 gminę zamieszkiwało 578 osób, a gęstość zaludnienia wynosiła 20 osób/km² (wśród 1842 gmin Regionu Centralnego Channay-sur-Lathan plasuje się na 620. miejscu pod względem liczby ludności, natomiast pod względem powierzchni na miejscu 364.).